# Akgul Amanmuradova
Akgul Amanmurádova (Taskent, RSS de Uzbekistán, Unión Soviética, 23 de junio de 1984) es una tenista uzbeka, hasta ahora no ha ganado ningún título de la WTA, aunque ha disputado una final. Donde sí ha ganado títulos es en la categoría de dobles, habiendo ganado 2 títulos, uno junto a la japonesa Ai Sugiyama y otro junto a la taiwanesa Chuang Chia-jung.

## Título WTA

### Individual (0)
| Leyenda: Antes de 2009 | Leyenda: A partir de 2009 |
| ---------------------- | ------------------------- |
| Grand Slam (0)         |                           |
| WTA Championships (0)  |                           |
| Tier I (0)             | Premier Mandatory (0)     |
| Tier II (0)            | Premier 5 (0)             |
| Tier III (0)           | Premier (0)               |
| Tier IV & V (0)        | International (0)         |

#### Finalista (2)
| N.º | Fecha                    | Torneo  | Superficie | Oponentes          | Resultado     |
| --- | ------------------------ | ------- | ---------- | ------------------ | ------------- |
| 1.  | 9 de octubre de 2005     | Taskent | Dura       | Michaëlla Krajicek | 6–0, 4–6, 6–3 |
| 2.  | 27 de septiembre de 2009 | Taskent | Dura       | Shahar Pe'er       | 6–3, 6–4      |

### Dobles (2)
| Leyenda: Antes de 2009 | Leyenda: A partir de 2009 |
| ---------------------- | ------------------------- |
| Grand Slam (0)         |                           |
| WTA Championships (0)  |                           |
| Tier I (0)             | Premier Mandatory (0)     |
| Tier II (0)            | Premier 5 (0)             |
| Tier III (0)           | Premier (1)               |
| Tier IV & V (0)        | International (1)         |

| N.º | Fecha               | Torneos     | Superficie    | Pareja           | Oponentes                          | Resultado        |
| --- | ------------------- | ----------- | ------------- | ---------------- | ---------------------------------- | ---------------- |
| 1.  | 20 de junio de 2009 | Eastbourne  | Césped        | Ai Sugiyama      | Samantha Stosur Rennae Stubbs      | 6–4, 6–3         |
| 2.  | 21 de mayo de 2011  | Estrasburgo | Tierra batida | Chuang Chia-jung | Natalie Grandin Vladimíra Uhlířová | 6–4, 5–7, [10–2] |

#### Finalista (2)
| N.º | Fecha                    | Torneos      | Superficie | Pareja           | Oponentes                         | Resultado        |
| --- | ------------------------ | ------------ | ---------- | ---------------- | --------------------------------- | ---------------- |
| 1.  | 23 de septiembre de 2012 | Seúl         | Dura       | Vania King       | Raquel Kops-Jones Abigail Spears  | 6–2, 2–6, [8–10] |
| 2.  | 3 de febrero de 2013     | Pattaya City | Dura       | Alexandra Panova | Kimiko Date-Krumm Casey Dellacqua | 3–6, 2–6         |